# Teodorocano
Teodorocano (en griego: Θεοδωροκάνος) fue un general bizantino de origen armenio activo bajo el reinado de Basilio II tanto en Oriente como en los Balcanes.

## Biografía
Su nombre es la forma helenizada del armenio T'ot'orakan («perteneciente a Teodoro»). Una serie de sellos atribuidos a este por Iván Jordanov permite una reconstrucción tentativa de su carrera temprana, ocupando las filas de protospatario y maestre del Crisotriclino y sirviendo como estratego (gobernador militar) de Artze y como arcegeta de Oriente. Es probable que fuera estratego de Artze entre 975 y 979, ya que la fortaleza estaba en manos bizantinas en ese momento, y luego fue ascendido a arcegeta, un cargo creado recientemente que implicaba el mando general sobre la infantería profesional (y en su mayoría armenia) de los ejércitos de campaña del este.
Se le menciona directamente por primera vez en los escritos históricos de Juan Escilitzes en la década de 990 (c. 994 según Nicolás Adontz), cuando fue designado por el emperador Basilio II, en ese momento envuelto en la larga guerra con Bulgaria, como estratego en Filipópolis. En el año 1000, junto con Nicéforo Xifias, dirigió un ejército que capturó rápidamente las fortalezas búlgaras de Gran Preslav, Pequeña Preslav y Pliska, completando la reimposición del control bizantino sobre las partes nororientales del Estado búlgaro, primero conquistado por el emperador Juan I Tzimisces a principios de la década de 970. Poco después, Teodorocano se retiró debido a su avanzada edad y fue reemplazado por Xifias.
Los generales Jorge Teodorocano y Basilio Teodorocano, activos más tarde en el siglo xi, fueron considerados sus hijos por Adontz, pero, aunque es probable, tal relación no puede probarse.